# 杜布罗夫卡农村居民点 (布拉索沃区)
杜布罗夫卡农村居民点（俄语：Дубровское сельское поселение）是俄罗斯联邦布良斯克州布拉索沃区所属的一个农村居民点。其下辖有7个居民点，行政中心为杜布罗夫卡。据2015年统计，该农村居民点的人口为577人。